# Edward Singleton Holden
Edward Singleton Holden (St. Louis (Missouri), 5 de novembro de 1846 — 6 de março de 1914) foi um astrônomo norte-americano.

## Carreira
Em 1873 tornou-se professor de matemática no Observatório Naval dos Estados Unidos, onde causou uma impressão favorável em Simon Newcomb. Em 28 de agosto de 1877, poucos dias após Asaph Hall descobrir as luas de Marte Deimos e Phobos, ele alegou ter encontrado um terceiro satélite de Marte. Análises posteriores mostraram grandes erros em suas observações. Ele foi diretor do Observatório Washburn na Universidade de Wisconsin-Madison de 1881 a 1885. Ele foi eleito membro da Academia Nacional Americana de Ciências em 1885. Ele descobriu um total de 22 objetos NGC (galáxias) durante seu trabalho no Observatório Washburn.
Ele foi presidente da Universidade da Califórnia de 1885 até 1888, e o primeiro diretor do Observatório Lick de 1888 até o final de 1897. Ele renunciou como resultado de divergências internas sobre sua gestão entre seus subordinados. Enquanto no Observatório Lick, ele foi o fundador da Sociedade Astronômica do Pacífico e seu primeiro presidente (1889-1891).
Em 1901 tornou-se bibliotecário da Academia Militar dos Estados Unidos em West Point, onde permaneceu até sua morte.
A cratera lunar Holden e a cratera marciana Holden foram ambas nomeadas em sua honra.

## Trabalhos
Ele escreveu muitos livros sobre ciência popular (e sobre outros assuntos, como bandeiras e heráldica), incluindo livros de ciência destinados a crianças, por exemplo:
- Sir William Herschel: His Life and Works, 1881.
- The Mogul emperors of Hindustan, A.D. 1398 – A.D. 1707. [S.l.]: New York : C. Scribner's Sons. 1895 Sobre os imperadores Mughals.
- Real Things In Nature. A Reading Book of Science for American Boys and Girls, 1916.